# Woltersdorf (Biederitz)
Woltersdorf è una frazione del comune tedesco di Biederitz, nella Sassonia-Anhalt.

## Storia
Woltersdorf fu citata per la prima volta intorno al 1200, e costituiva un piccolo centro rurale.
Il 1º gennaio 2010 il comune di Woltersdorf fu aggregato al comune di Biederitz.